# Călărași (rajon)
Călărași är ett av Moldaviens 32 distrikt (rajoner). Administrativ huvudort är Călărași.
Över 90 % av de 80 000 invånarna är etniska moldavier och ortodoxa kristna. De största etniska minoritetsgrupperna är ukrainare, ryssar, romer, gagauzer och bulgarer.

## Administrativ indelning
Călărași består av residensstaden med samma namn och 27 kommuner. Inom dessa enheter finns ytterligare 15 byar, angivna i kursiv stil nedan.

### Stad
| Călărași Oricova |

### Kommuner
| Bahmut Bravicea Buda Ursari Căbăiești Dereneu Bularda Duma Frumoasa Hirova | Hîrjauca Leordoaia Mîndra Palanca Hoginești Horodiște Meleșeni Nișcani Onișcani Hîrbovăț Sverida | Păulești Peticeni Pitușca Pîrjolteni Răciula Parcani Rădeni Sadova Săseni Bahu | Sipoteni Podul Lung Temeleuți Tuzara Novaci Seliștea Nouă Țibirica Schinoasa Vălcineț Vărzăreștii Noi |